# Festival Internacional de Cine de Venecia de 1998
La 55.ª edición del Festival Internacional de Cine de Venecia tuvo lugar entre el 3 y el 13 de septiembre de 1998.

## Jurados
Las siguientes personas fueron seleccionadas para formar parte del jurado de esta edición:
Sección oficial
- Ettore Scola (Presidente)
- Héctor Babenco
- Sharunas Bartas
- Kathryn Bigelow
- Reinhard Hauff
- Danièle Heymann
- Ismail Merchant
- Luis Sepúlveda
- Tilda Swinton

Cortometrajesː
- Georges Benayoun (Presidente)
- Chiara Caselli
- Abel Ferrara

## Películas

### Selección oficial

#### En Competición
Las películas siguientes compitieron para el León de Oro:
| Título en España              | Título original               | Director(es)        | País                          |
| ----------------------------- | ----------------------------- | ------------------- | ----------------------------- |
| Cuento de otoño               | Conte d'automne               | Eric Rohmer         | Francia                       |
| Gato negro, gato blanco       | Crna macka, beli macor        | Emir Kusturica      | Francia, Alemania, Yugoslavia |
| Bulworth                      | Bulworth                      | Warren Beatty       | EE. UU.                       |
| La nube                       | La nube                       | Fernando E. Solanas | Francia, Argentina            |
| El baile de agosto            | Dancing at Lughnasa           | Pat O'Connor        | Irlanda, EE. UU.              |
| El jardín del Edén            | I giardini dell'Eden          | Alessandro D'Alatri | Italia                        |
| Hilary y Jackie               | Hilary and Jackie             | Anand Tucker        | Reino Unido                   |
| Hurlyburly                    | Hurlyburly                    | Anthony Drazan      | EE. UU.                       |
| I piccoli maestri             | I piccoli maestri             | Daniele Luchetti    | Italia                        |
| Los amantes del círculo polar | Los amantes del círculo polar | Julio Medem         | España                        |
| New Rose Hotel                | New Rose Hotel                | Abel Ferrara        | EE. UU.                       |
| Última parada, el paraíso     | Terminus Paradis              | Lucian Pintilie     | Rumanía                       |
| Place Vendôme                 | Place Vendôme                 | Nicole Garcia       | Francia                       |
| Rounders                      | Rounders                      | John Dahl           | EE. UU.                       |
| Corre, Lola, corre            | Lola rennt                    | Tom Tykwer          | Alemania                      |
| El árbol de la droga          | L'Albero delle pere           | Francesca Archibugi | Italia                        |
| El silencio                   | Sokout                        | Mohsen Makhmalbaf   | Irán                          |
| Vidas robadas                 | Voleur de vie                 | Yves Angelo         | Francia                       |
| Tráfico                       | Tráfico                       | João Botelho        | Portugal                      |
| Así reían                     | Così ridevano                 | Gianni Amelio       | Italia                        |

#### Fuera de competición
Las películas siguientes fueron seleccionadas para ser exhibidas fuera de competición:
Largometrajes
| Título en español                 | Título original                  | Director(es)                     | País        |
| --------------------------------- | -------------------------------- | -------------------------------- | ----------- |
| Celebrity                         | Celebrity                        | Woody Allen                      | EE. UU.     |
| Elizabeth                         | Elizabeth                        | Shekhar Kapur                    | Reino Unido |
| La hija de un soldado nunca llora | A Soldier's Daughter Never Cries | James Ivory                      | Reino Unido |
| ¿Soy linda?                       | Bin ich schön?                   | Doris Dörrie                     | Alemania    |
| Del amor perdido                  | Del perduto amore                | Michele Placido                  | Italia      |
| Hasards ou coïncidences           | Hasards ou coïncidences          | Claude Lelouch                   | Francia     |
| La ballata dei lavavetri          | La ballata dei lavavetri         | Peter Del Monte                  | Italia      |
| Tú ríes                           | Tu ridi                          | Paolo Taviani y Vittorio Taviani | Italia      |

Proyecciones especialesː Tributo a Alberto Sordi
| Título en español     | Título original    | Director(es)  | País   |
| --------------------- | ------------------ | ------------- | ------ |
| Encuentros prohibidos | Incontri proibiti' | Alberto Sordi | Italia |

#### Corto Cortissimo
Los siguientes cortometrajes fueron exhibidas en la sección de Corto Cortissimo:
| Título original           | Director             | País           |
| ------------------------- | -------------------- | -------------- |
| 389                       | Patrick Nolan        | Australia      |
| Douce nuit'               | Alexandre Billon     | Francia        |
| Fünf Minuten              | Britta Krause        | Alemania       |
| Il mare di sotto          | Sandro Dionisio      | Italia         |
| Le bouton rouge           | Marc-Olivier Picron  | Bélgica        |
| Lick the Star             | Sofia Coppola        | EE. UU.        |
| Mashe'hoo ba'al erech     | Dorit Hakim          | Israel         |
| Mr. Jones                 | José Barrio          | España         |
| Prelude                   | Fabrizio Ferri       | Italia         |
| Queen's Park Story        | Barney Cokeliss      | Reino Unido    |
| Sunset un Venice          | Spiro Taraviras      | Francia,Grecia |
| Tann for tann             | Emil Stang Lund      | Noruega        |
| Taxi                      | Elisabetta Villaggio | Italia         |
| The boot                  | Peter Boyd Maclean   | Reino Unido    |
| Un uomo a piedi           | Andrea Manni         | Italia         |
| Waiting for Dr. MacGuffin | David Ondaatje       | EE. UU.        |

#### Notti e stelle[7]
| Título español           | Título original         | Director(es)       | País de producción |
| ------------------------ | ----------------------- | ------------------ | ------------------ |
| Al final del edén        | Another Day in Paradise | Larry Clark        | Estados Unidos     |
| Un crimen perfecto       | A Perfect Murder        | Andrew Davis       | Estados Unidos     |
| Verano de corrupción     | Apt Pupil               | Bryan Singer       | Estados Unidos     |
| Una mala jugada          | He Got Game             | Spike Lee          | Estados Unidos     |
| Toulouse-Lautrec         | Lautrec                 | Roger Planchon     | Francia            |
| El violín rojo           | Le Violon rouge         | François Girard    | Canadá             |
| Un romance muy peligroso | Out of Sight            | Steven Soderbergh  | Estados Unidos     |
| Poodle Springs           | Poodle Springs          | Bob Rafelson       | Estados Unidos     |
| Radiofreccia             | Radiofreccia            | Luciano Ligabue    | Italia             |
| Ronin                    | Ronin                   | John Frankenheimer | Estados Unidos     |
| El show de Truman        | The Truman Show         | Peter Weir         | Estados Unidos     |

#### Prospettive
Las siguientes películas fueron seleccionados para la sección Prospettive:
Largometrajes de ficción
| Título español                                             | Título original              | Director(es)                        | País de producción |
| ---------------------------------------------------------- | ---------------------------- | ----------------------------------- | ------------------ |
| Ação Entre Amigos                                          | Ação Entre Amigos            | Beto Brant                          | Brasil             |
| Amerikanka                                                 | Amerikanka                   | Dmitri Meskhiyev                    | Rusia              |
| Bullet Ballet                                              | Bullet Ballet                | Shinya Tsukamoto                    | Japón              |
| El polvorín                                                | Bure baruta                  | Goran Paskaljevic                   | Yugoslavia         |
| Crush Proof                                                | Crush Proof                  | Paul Tickell                        | Reino Unido        |
| Chao ji da guo min                                         | Chao ji da guo min           | Jen Wan                             | China              |
| Endurance                                                  | Endurance                    | Leslie Woodhead, Bud Greenspan      | Estados Unidos     |
| Into My Heart                                              | Into My Heart                | Sean Smith, Anthony Stark           | Estados Unidos     |
| Kenoma                                                     | Kenoma                       | Eliane Caffé                        | Brasil             |
| Historia de una gaviota (y del gato que le enseñó a volar) | La gabbianella e il gatto    | Enzo D'Alò                          | Italia             |
| L'anniversario                                             | L'anniversario               | Mario Orfini                        | Italia             |
| La seconda moglie                                          | La seconda moglie            | Ugo Chiti                           | Italia             |
| Tedio                                                      | L'ennui                      | Cédric Kahn                         | Francia            |
| Liv                                                        | Liv                          | Edoardo Ponti                       | Italia             |
| Longe da Vista                                             | Longe da Vista               | João Mário Grilo                    | Portugal, Francia  |
| Nohoi Oron                                                 | Nohoi Oron                   | Peter Brosens, Dorjkhandyn Turmunkh | Mongolia           |
| Onorevoli detenuti                                         | Onorevoli detenuti           | Giancarlo Planta                    | Italia             |
| Ospiti                                                     | Ospiti                       | Matteo Garrone                      | Italia             |
| Shadrach                                                   | Shadrach                     | Susanna Styron                      | Estados Unidos     |
| Traps                                                      | Pasti, pasti, pasticky       | Vera Chytilová                      | República Checa    |
| En brazos de mi asesino                                    | Shattered Image              | Raoul Ruiz                          | Estados Unidos     |
| Side Streets                                               | Side Streets                 | Tony Gerber                         | Estados Unidos     |
| Speak Like a Child                                         | Speak Like a Child           | John Akomfrah                       | Estados Unidos     |
| Sun Bird                                                   | Taiyangniao                  | Wang Xueqi, Liping Yang             | China              |
| The Doors of Memory                                        | The Doors of Memory          | Ian Rosenfeld                       | Reino Unido        |
| Adiós a la inocencia sexual                                | The Loss of Sexual Innocence | Mike Figgis                         | Estados Unidos     |
| El tren de la vida                                         | Train de vie                 | Radu Mihaileanu                     | Francia            |
| Viol@                                                      | Viol@                        | Donatella Maiorca                   | Italia             |
| Vite in sospeso                                            | Vite in sospeso              | Marco Turco                         | Italia             |
| Vivir en el paraíso                                        | Vivre au paradis             | Bourlem Guerdjou                    | Francia            |
| Yara                                                       | Yara                         | Yilmaz Arslan                       | Alemania           |
| Yom yom                                                    | Yom yom                      | Amos Gitai                          | Israel             |

Prospettive video
| Título original                                                           | Director(es)                           |
| ------------------------------------------------------------------------- | -------------------------------------- |
| Dario Fo and Franca Rame: A Nobel for Two                                 | Lorena Luciano, Filippo Piscopo        |
| Dialetti miei dialetti                                                    | Carlo Verdone, Luca Verdone            |
| Dio in TV                                                                 | Alessandro D'Alatri                    |
| E pensare che eri piccola...                                              | Daniele Segre                          |
| Eterne le strade di Roma attraverso i deserti                             | Filippo Porcelli                       |
| Fortuna e sfortuna degli italiani dal bianco & nero a oggi                | Alessandro Benvenuti                   |
| Italiani                                                                  | Fiorella Infascelli                    |
| La religione della storia                                                 | Marco Bellocchio, Francesca Calvelli   |
| La seconda infanzia                                                       | Silvano Agosti                         |
| La terra trema                                                            | Mario Martone, Jacopo Quadri           |
| Loro                                                                      | Davide Ferrario                        |
| L'ultima volta                                                            | Cristina Comencini, Eleonora Comencini |
| Ritratto di Harold Pinter                                                 | Roberto Andò                           |
| Sto lavorando?                                                            | Daniele Segre                          |
| Totomondo                                                                 | Achille Bonito Oliva                   |
| Tutti del bosco; frammenti televisivi sul magico nel Mezzogiorno d'Italia | Carla Apuzzo, Salvatore Piscicelli     |
| Un paese di sportivi                                                      | Alessandro Di Robilant                 |

### Secciones independientes

#### Semana Internacional de la Crítica
Las películas siguientes fueron seleccionadas para la 13.ª Semana Internacional de la Crítica del Festival de Cine de Venecia:
| Título en España           | Título original             | Director(es)       | País           |
| -------------------------- | --------------------------- | ------------------ | -------------- |
| Beat                       | Beat                        | Amon Miyamoto      | Japón          |
| Ghodoua Nahrek             | Ghodoua Nahrek              | Mohamed Ben Smaïl  | Túnez          |
| La mère Christain          | La mère Christain           | Myriam Boyer       | Francia        |
| L'odore della notte        | L'odore della notte         | Claudio Caligari   | Italia         |
| Orphans                    | Orphans                     | Peter Mullan       | Reino Unido    |
| Lo opuesto al sexo         | The Opposite of Sex         | Don Roos           | Estados Unidos |
| The Iron Heel of Oligarchy | Zheleznaya pyata oligarkhii | Aleksandr Bashirov | Rusia          |

### Retrospectivas
Il Cinema Ritrovato
| Título español                 | Título original                | Director               | Año  |
| ------------------------------ | ------------------------------ | ---------------------- | ---- |
| Adua y sus amigas              | Adua e le compagne             | Antonio Pietrangeli    | 1960 |
| Imbarco a mezzanotte           | Imbarco a mezzanotte           | Joseph Losey           | 1952 |
| La rosa de Bagdad              | La rosa di Bagdad              | Anton Gino Domenighini | 1949 |
| El general del ejército muerto | Il generale dell'armata morta' | Luciano Tovoli         | 1983 |
| Paisá                          | Paisá                          | Roberto Rossellini     | 1946 |

## Premios

### Sección oficial-Venecia 55
Las siguientes películas fueron premiadas en el festival:
- León de Oro a la mejor película: Así reían de Gianni Amelio
- Premio especial del Jurado: Última parada, el paraíso de Lucian Pintilie
- León de Plata a la mejor dirección: Emir Kusturica por Gato negro, gato blanco
- Copa Volpi al mejor actor:  Sean Penn por Hurlyburly
- Copa Volpi a la mejor actriz: Catherine Deneuve por Place Vendôme
- Premio Osella al mejor guion: Eric Rohmer por Cuento de otoño
- Premio Osella a la mejor fotografía: Luca Bigazzi por Así reían
- Premio Osella a la mejor BSO: Gerardo Gandini por La nube
- Premio Marcello Mastroianni al mejor actor o actriz revelación: Niccolò Senni por El árbol de la droga
- León de Oro a la trayectoria: 
  - Sophia Loren
  - Andrzej Wajda
  - Warren Beatty

- Léon de plata al mejor cortometraje:Portrait of a Young Man Drowning de Teboho Mahlatsi

Mención especialː Heng Tang Se-tong
- Medalla de oro del Presidente del Senado italiano: Mohsen Makhmalbaf por El silencio

### Otros premios
Las siguientes películas fueron premiadas en otros premios de la edición: 
- Premio FIPRESCI:
  - Mejor película: El tren de la vida de Radu Mihaileanu
  - Sección paralela: El polvorín de Goran Paskaljevic
- Premio OCIC: El árbol de la droga de Francesca Archibugi
- Premio UNICEF: El árbol de la droga de Francesca Archibugi
- Premio UNESCO: Kolonel Bunker de Kujtim Çashku

Mención especialː La nube de Fernando Solanas
- Premio Pasinetti:
  - Mejor actor: Kim Rossi Stuart por El jardín del Edén
  - Mejor actriz: Giovanna Mezzogiorno por Del amor perdido
- Premio Pietro Bianchi: Michelangelo Antonioni
- Premio Isvemaː Orphans de Peter Mullan
- Premio FEDIC: Del amor perdido de Michele Placido

Premio especialː Ospiti de Matteo Garrone
Mención especialː Sto lavorando? de Daniele Segre
- Pequeño León de Oro: Gato negro, gato blanco de Emir Kusturica
- Premio Anicaflash: El tren de la vida de Radu Mihaileanu
- Premio Elvira Notari: Traps de Vera Chytilová

Mención especialː New Rose Hotel de Abel Ferrara
- Premio Cult Network Italia: Orphans de Peter Mullan
- Premio FilmCritica "Bastone Bianco": New Rose Hotel de Abel Ferrara
- Premio Laterna Magica: Gato negro, gato blanco de Emir Kusturica
- Premio Sergio Trasatti: Alessandro D'Alatri por El jardín del Edén

Mención especialː Cuento de otoño de Eric Rohmer
Mención especialː Así reían  de Gianni Amelio
Mención especialː El silencio de Mohsen Makhmalbaf
- Premio CinemAvvenire:
  - Mejor película en la relación hombre-naturaleza: El silencio de Mohsen Makhmalbaf
  - Mejor película: La nube de Fernando Solanas
  - Mejor ópera primera: Vivir en el paraíso de Bourlem Guerdjou
- Premio Kodak: Orphans de Peter Mullan
  - IN-COMPETITION: Ospiti de Matteo Garrone
- Premio Pierrot: Orphans de Peter Mullan
- Premio Max Factor: Elizabeth de Shekhar Kapur